# Jättesvan
Jättesvan (Cygnus falconeri) var en mycket stor utdöd svan i familjen änder inom ordningen andfåglar beskriven 1865 av William Kitchen Parker utifrån fossil från mellersta Pleistocen funna i områden kring Sicilien och Malta. 

## Utseende
Dess beskrivna mått, från stjärtspets till näbbspets, överskrider knölsvanens med en tredjedel eller en fjärdedel vilket skulle innebära att den mätte mellan 175 och 210 cm. Parker menar att den trots sin större storlek hade samma vingstorlek som knölsvanen. I jämförelse med knölsvanen hade den framförallt proportionellt längre tarser än knölsvanen medan dess tår var kortare, vilket mer påminner om proportionerna hos gäss, än hos svanar. Stående var den troligen högre, men inte tyngre, än områdets dåtida dvärgelefanter, som inte ens mätte en meter i mankhöjd. 

## Levnadssätt och utdöende
På grund av svanens storlek kan den ha varit flygoförmögen och levde förmodligen främst på land. Den dog ut innan människans storskaliga intåg i regionen, så dess försvinnande tros ha orsakats av extrem klimatvariation eller ankomsten av antingen nya predatorer eller att det uppstod konkurrens om föda.